# 쿠쿠리쿠 연합
쿠쿠리쿠 연합(크로아티아어: Kukuriku koalicija)은 크로아티아의 선거연합이다. 2010년 창립했으며, 사민당과 크로아티아 인민당 -자유민주당, 이스트리아 민주회의, 크로아티아 연금생활자당이 참가하고 있다.
쿠쿠리쿠는 “꼬끼오”라는 뜻으로 2009년 7월 첫 회합을 가진 식당이름에서 유래했으며, 이 이름이 널리 알려지면서, 종국에는 연합의 공식 명칭이 되었다.
연합은 2011년 9월 15일 21개장으로 구성된 공동강령 Plan 21을 발표했다.
쿠쿠리쿠 연합의 초기 공식명칭은 변화를 위한 연합이었으나, 같은 명칭의 정당이 등장하면서 연합은 혼동을 피하기 위해 쿠쿠리쿠 연합으로 명칭을 변경했다.

## 소속 정당
이 정치연합에는 4개의 중도좌파 원내정당이 참여하고 있다. 정당목록은 아래와 같다.
- 크로아티아 사회민주당: 밀라노비치가 이끄는 사민주의 정당으로 크로아티아 의회내에 151석중 61석을 가지고 있다.
- 크로아티아 인민-자유민주당: 자유주의 정당으로 의회석 151석중을 14석을 차지하고 있다.
- 이스트리아 민주회의: 자유주의 지역 정당으로 151석 중 3석을 차지하고 있다.
- 크로아티아 연금생활자당: 연금생활자의 이해대변정당으로 151석 중 3석을 차지하고 있다.